# Bipinnula taltalensis
Bipinnula taltalensis är en orkidéart som beskrevs av Ivan Murray Johnston. Bipinnula taltalensis ingår i släktet Bipinnula och familjen orkidéer. Inga underarter finns listade i Catalogue of Life.